# Сфагнове болото Синяк
Сфа́гнове боло́то Синя́к — гідрологічна пам'ятка природи місцевого значення в Україні. Розташована в межах Мукачівського району Закарпатської області, на схід від села Синяк (урочище «Синяк»). 
Площа 1 га. Статус надано згідно з рішенням Закарпатського облвиконкому від 18.11.1969 року, № 414. Перебуває у віданні ДП «Мукачівське ЛГ» (лісництво ім. Морозова, кв. 13). 
Створена з метою збереження рідкісного для Карпат сфагнового болота, де зростають види рослин, занесені до Червоної книги України. 